# Microernobius nigronitidus
Microernobius nigronitidus is een keversoort uit de familie klopkevers (Anobiidae). De wetenschappelijke naam van de soort is voor het eerst geldig gepubliceerd in 1951 door Pic.